# 朝阳水库 (永吉)
朝阳水库是中国吉林省吉林市永吉县北大湖镇桦皮甸子屯南侧温德河支流五里河上游的中型水库。沿河距北大湖镇8km，距口前镇（ 口前水文站）34 km，距温德河河口52km。
朝阳水库按百年一遇洪水设计，500年一遇洪水校核，千年一遇洪水保坝。
校核洪峰流量1 153 m3/s。 校核水位383. 30 m。
设计洪峰流量732 m3/s，设计洪水位381m。
正常库容937 万m3，正常水位378. 80 m。
设计汛限库容691 万m3，设计汛限水位376. 80 m。
泄洪建筑物为3孔3.0 m×3.0 m无压泄洪洞，配3扇平板钢闸门，最大下泄流量424m3/s。灌溉发电洞为直径1.4 m 圆洞，最大引水流量4 m3/s

## 历史
1971年，吉林市、永吉县两级水利局联合踏勘。
1975年8月25日五里河公社自力更生修建朝阳水库正式开工，组织民工1800人，口号是“蓄住一库朝阳水 灌溉万代幸福田”。吉林市水利勘测设计处负责设计。永吉县水利局负责施工技术指导。吉林市水利工程队负责建筑物混凝土浇筑。1977年完成工程量10%。1982年末基本完工。其中土方117.13万 m3，石方8.01万 m3，混凝土5113 m3，浆砌石534 m3，国家投资560.1万元，社队两级自筹100万元。1997年进行除险加固，2003年竣工。
截至2008 年末，朝阳水库历史最高洪水位380. 50 m，历史最大入库洪峰流量151 m3/s，历史最大下泄流量65 m3/s。其下游口前水文站集水面积830 km2，警戒流量500 m3/s，保证流量570 m3/s，实测最大洪峰流量1 190 m3/s 。
2010年7月28日，德温河流域发生强降雨，全流域雨量268.8mm。此次暴雨过程是从德温河下游逐步向上游移动，因此朝阳水库从出现降水、入库洪峰形成、加大泻流等的时间都比口前水文站要晚4个小时以上。朝阳水库是从7月28日6：00开始出现降雨，上午10时一小时雨量121毫米，累计雨量220毫米，导致坝前水位暴涨。在洪水之前，朝阳水库水位376.42米，蓄水646.5万立方米，分别超汛限0.14米和16.5万立方米。上午7时，朝阳水库加大泻流为20立方米每秒，此时市电停电，水库使用60千瓦备用柴油发电机供电。8时30分按照吉林市防总命令加大泻流为100m³/s，9时30分加大泻流为200m³/s，11时闸门全开泻流420m³/s。12时30分，坝前水位达到最高值380.16米，库容1130万m³。